# Abbázia kávéház
Koordináták: é. sz. 47° 30′ 17″, k. h. 19° 03′ 48″47.504853°N 19.063269°E

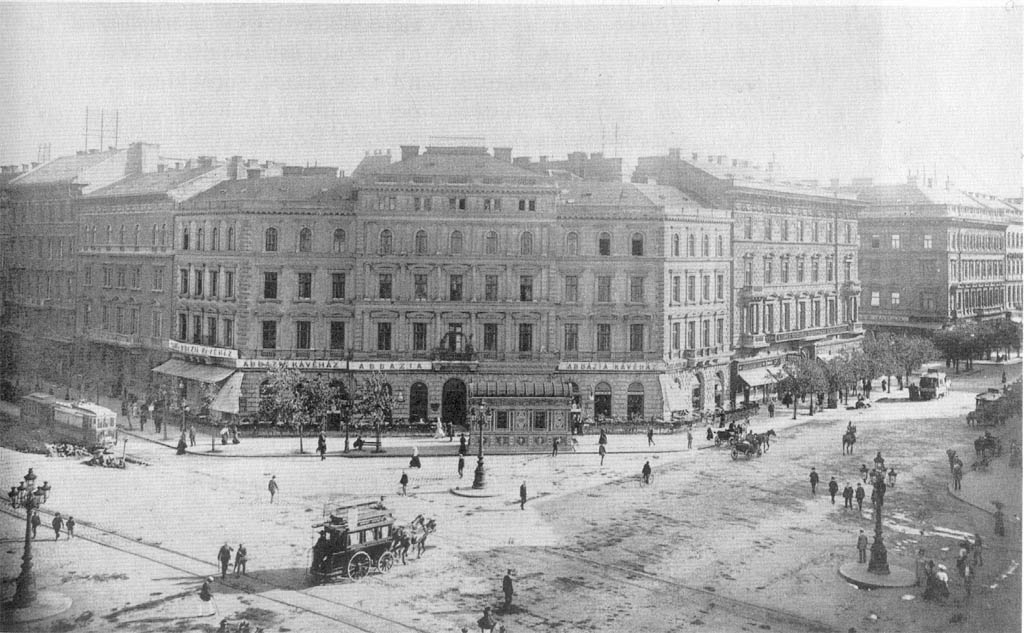
Az Abbázia kávéház 1900 körül

Az Abbázia kávéház híres kávéház volt Budapesten, mely fénykorát az 1890-től az 1900-as évek első évtizedeiben élte. 1888-as megnyitása után a legnagyobb és legfényűzőbb kávéháznak számított. Más kávéházakkal együtt a kulturális és politikai élet társasági központja volt, a kispolgári vendégek mellett politikusok, tanárok, a tudományos élet képviselői, újságírók, írók és képzőművészek kedvelt törzshelye. Épülete az Oktogon déli oldalán, az Andrássy út 49. szám alatt ma is áll, jelenleg a K&H Bank fiókja működik benne. Nevét Abbáziáról, az Osztrák–Magyar Monarchia akkori híres, adriai üdülővárosáról kapta.

## Története
Az Abbázia kávéházat Steuer Jónás Gyula (1841–1913), a Múzeum körúton akkor remekül működő Fiume kávéház (1883) tulajdonosa alapította, és 25 éven át vezette. A kávéház alapítására szóló okiratokat 1887. október 18-án adta be a hatóságoknak, 1888. január 1-jei hatállyal megkapta az engedélyt az Abbázia kávéház megnyitására. Steuer Gyula ismert volt már akkoriban a pesti kávés világban. A szakmát 14 évesen a rangos bécsi Daum kávéházban tanulta ki, ahol idővel főpincér lett. Daum révén került Budapestre 14 év múltán, ahol 1869-ben a Duna-parti Európa Szálló kávéházának lett a főpincére, majd megvásárolta a Kálvin téri Két Oroszlán Szálloda bérleti jogát még abban az évben (1869), 1875-ben pedig megnyitotta a Duna-parti Lloyd kávéházat.

### Nyitás időszaka
Az Intérieur folyóirat 1913. márciusi száma ezt írta, a nyitásra visszaemlékezve:
Az Oktogon-téren csuda történt: egy kávéház alapítódott, melyről még megnyitása előtt azt rebesgették, hogy új korszakot jelent a kávéházi Pest életében. Az egész Monarchiában nem volt nagyobb tükör sehol, mint ebben az új helyiségben, az asztalokat értékes onixmárvány fedte és benne angol-módra borotvált pincérek villogtatták plasztrónjukat. Az új kávéház az Abbázia volt.
Az Abbázia a maga korában a legnagyobb és legfényesebb kávéház volt Budapesten. Országos hírnevét az akkor újszerűnek számító berendezése: brüsszeli falitükrök, onixmárvány asztallapok, délszaki növények alapozta meg. Steuer Gyula pontosan tudta, hogy lehet egy kávéház igen vonzó megjelenésében, és kiszolgálásával, de igazán a forgalma az, ami meghatározza a működését. A kávéház találkozási fórum volt Pesten akkoriban, sokak számára afféle második otthon, ahol akár újságokból ismert személyekkel, színészekkel, írókkal, politikusokkal lehetett találkozni egy-egy kapucíner elfogyasztása mellett. Igazából azonban egy kávéház rangját, hírnevét és ebből kifolyólag nagyobb forgalmát a törzsvendégek, és a törzsasztalok jelentették. Az Abbázia kávéház valódi fellendülését az akkor igen rangosnak számító Eötvös Károly és asztaltársasága hozta meg, akik a jó hírnévnek örvendő Terézvárosi kaszinóból települtek át.

### Törzsasztalai
Az Abbázia talán legnagyobb hírű törzsasztala a századforduló pesti közéletének legendás alakja, Eötvös Károly, a „Vajda” alakjához fűződik. Ovális márványasztalánál jogászok, államférfiak, újságírók, tisztviselők és ifjú rajongók gyűrűjében anekdotázott, adta politikai elemzéseit és tartotta fogadóóráját a jogi és az élet dolgaiban tanácsért fordulóknak. Olyan urak voltak itt törzsvendégek, mint gróf Károlyi Gábor politikus, képviselő, Olay Lajos ügyvéd és országgyűlési képviselő, a függetlenségi Kossuth-párt tagja, Visontay Soma jogi végzettségű Heves vármegyei képviselő, politikus, vagy az akkori becenevén jobban ismert Madarász „apó” (József) a „világ legtovább regnáló képviselője”, vagy később gróf Zichy Jenő politikus, Ázsia-kutató, az MTA tiszteleti tagja (1899), gróf Zichy Herman aki 1863 novemberétől átszervezze az új és már modern polgári- és büntetőjogot a Monarchia magyar oldalán, Rakovszky István politikus...stb. Herczeg Ferenc A gótikus ház című regényében is megemlékezik, a "Vajda" törzsasztaláról, sőt bekerült Eötvös Károly alakja, és asztalának jó néhány tagja tréfás jelenetekbe szőve, Nagy Endre kabaréjában.
A kávéház országos jelentőségű csoportosulások létrehozásának lett a színhelye. Ilyen volt Vázsonyi Vilmos ügyvéd, politikus alapította Demokratikus Kör (1894), amely a szabadságharc idején Táncsics Mihály nyomására létrejött debreceni politikai csoport nevét kölcsönözte. Mindezeknek köszönhetően három évvel a nyitás után már az Abbázia a jelentős kávézók körébe tartozott, ismertsége, látogatottsága nőttön-nőtt. 1894-ben átépítésre, tér nagyobbításra volt szükség. A munkálatok alatt is zavartalanul működött a ház. A népszerűség legfőbb jele volt, hogy ugrásszerűen megnőtt a törzsasztalok száma. Volt asztaluk a Polgár című lap szerkesztőinek, a nagy példányszámú Pesti Hírlap szerkesztőinek, sőt a nagy hírű laptulajdonos Miklós Andor lapjai Az Est Lapok, a Pesti Napló, és a Magyarország szerkesztőinek is volt törzsasztala, nevezetes volt a Purjesz-asztal, azaz Purjesz Lajos és lapja, a Világ publicistái is itt gyülekeztek estéről estére, de megfordult itt Molnár Ferenc, Bródy Sándor, Heltai Jenő, sőt maga Pietro Mascagni és Eugen d’Albert is.
A századforduló környékén a képzőművészek számára lett a leglátogatottabb törzskávéház az Abbázia volt, ahová a szemközti Nicoletti kávéházból érkezve tették át székhelyüket. Itt az Abbazia törzsasztalánál alapították a rövid életű képzőművészeti csoportosulást, a Magyar Impresszionisták és Naturalisták Körét, akik tagjai között találjuk egyebek közt Szinyei Merse Pált, Ferenczy Károlyt, Csók Istvánt, Márffy Ödönt Rippl-Rónai Józsefet. A képzőművészek általa alapított törzsasztal, az un. „Új Magyar Pantheon” asztaltársaságnak olyan tagjai voltak a már említetteken kívül Fényes Adolf, Herman Lipót, Kernstok Károly, Lechner Ödön, Róna József, Bihari Sándor, Fadrusz János, stb. Egy idő múlva azonban Steuer Gyula és a fiatal festők között megromlott a viszony valami apró-cseprő ügy kapcsán, és a „piktorok” rövid úton, a közelben megnyíló Japán kávéházba tették át székhelyüket.

### Története 1938-ig
Az Abbázia kávéház mellett és vele párhuzamosan a Steuer-család vitte tovább a már bejáratott és közkedveltségnek örvendő Fiume kávéházat a Múzeum Körúton. Steuer Sándor, Steuer Jónás Gyula öccse volt az ügyvezetője, s mellé hazahívta az akkor Párizsban dolgozó idősebbik fiát Steuer Marcellt (1875–1944), aki rövidesen Sándorral együtt jegyezte a Fiume Kávézót, annak 1907-ben történő eladásáig. Nem sokkal utána az édesapa bevette fiát Marcellt az Abbázia kávéház tulajdonosi körébe (1908), így azt egészen az alapító Steuer Jónás Gyula sajnálatos haláláig (1913) ketten vitték tovább, a vendégkör folyamatos növekedését követve a belső tereket, és a teraszon kisebb nagyobb átalakításokkal folyamatosan változtatva. A változások azonban kisebb mértékűek, apró praktikumok voltak, ahhoz képest amelyet apja halála után Marcell hajtott végre az Abbáziában. Újabb faláttörésekkel növelte tovább a belső teret, bevezette főképp a reggeli átmenő forgalom gyorsítása végett, a Párizsban már jól működő un. revier-rendszert vagyis közvetlenül a kiszolgáló pincéreknél lehetett fizetni, szemben a korábbi fizetőpincér, kiszolgáló pincér felállással. Jelentős egyéb újításai is voltak. Például Steuer Marcell vezette be először a magyarországi kávés világban cafe-restaurant rendszert. Az Abbázia kávéház Steuer Gyula halála után is kettős vezetés alatt állt. Steuer Marcell mellett az elhunyt második felesége özv. Steuer Gyuláné, sz. Hoffmann Henriette cégvezetői minőségben kapcsolódott be a családi vállalkozásba. Azonban az özvegy halála (1920) után Steuer Gyula második házasságból származó legidősebb fiúgyermek, Lóránd (1888–1951) került be (1922) a céget addig is vezető Marcell mellé. 1924-ben „Steuer Gyula Abbazia Kávéház” elnevezésre változott hivatalosan az intézmény neve. A kettős igazgatás jól működött. Marcell a társadalmi elfoglaltságainak tett eleget jobbára, míg Lóránd volt az aki a cég ügyeit helyben görgette. A világgazdasági válság hatása alig érződött a kávéház forgalmán. Marcell azonban egy balsikerű vállalkozása kapcsán megromlott a viszonya a hivatalos szervekkel, s nem kívánta személyével terhelni az Abbázia ügyvezetését, ezért 1934-ben kilépett a cégből.
Marcell kiválását követően megszűnt az 1922 óta működő közkereseti társaság forma, s Steuer Lóránd egyedüli tulajdonosként jegyzi a kávéházat, így azt az egyéni cégek közé sorolják. (1934. március 21.). Két évre rá 1936. december 30-án részvénytársasággá alakult át az intézmény, és Abbazia Kávéház Rt. néven jegyzik ezek után, amely részvénytársaságban a család különböző tagja összességében többségi tulajdoni részhányadot tartott a kezében. Apróbb jelek már mutatkoztak a politikai átrendeződésre, amikor 1936/37 szilveszterén ún. bűzbombát robbantottak éjjel. Ez idő tájt szokás volt, hogy házilag készített bűzbombának használt kapszulákat dobtak szélsőjobboldaliak, főképp fanatikus diákok egy-egy jelentősebb általuk megbélyegzett helyen, aminek inkább a negatív hangulatkeltés, és botrány okozás volt a legfontosabb motívuma, az antiszemita megmozdulás mellett. (Komédia Orfeum, Filléres Áruház)

### Története az államosításig
1938-ban jóváhagyott zsidótörvények érintették az Abbázia kávéházat is, elsősorban a tulajdonosi viszonyok változásai miatt. Látszólag az élet ment tovább, Lóránt vitte a céget, igaz új részvényesek kerültek a cégbe, de a családi részarányok több hullámban csökkentek a „fennálló törvényekhez igazítva” azokat.
1942 januárjában Steuer Lóránd a cég vezetője nem kívánt nehézséget gördíteni a törvény betűjét képviselő részvény-tulajdonosi kör elé és „önként lemondott” a cég vezetéséről. A részvényesek közgyűlése tudomásul vette a lemondás tényét, majd vitéz Miklós Józsefet ajánlotta, és nevezte ki Steuer Lóránd utódjául. Ezzel a család teljes befolyása. tulajdon része megszűnt az általuk létrehozott, és több mint ötven éven keresztül működtetett kávéházukban. A részvénytársaságban többségi tulajdonrészt birtokló vitéz Miklós József és felesége, egy részvényesi gyűlésen megbízta önmagát a cég eladásával, majd ő maga ajánlatot tett, és a valódi ár töredékéért 300 000 pengőért megvásárolta az Abbázia Kávéház Rt-t amely nem sokkal ez után megszűnt részvénytársaság lenni. Mindezen folyamat az „árjásítás” célzattal történt, törvényes hátteret biztosítva az ehhez hasonló változások sokaságának, az „üzleti és gazdasági világ megtisztítása” érdekében. Vitéz Miklós József nem sokáig vezette az Abbáziát, amelyet légitámadások, majd az ostrom miatt 1944. szeptember 14-től az 1945-ös újranyitásig zárva tartott. Steuer Marcell több testvéréhez és rokonához hasonlóan a holokauszt áldozata lett 1944-ben. Steuer Lóránd visszatért és ismét az Abbázia kávéházat vezette, amely ezt követően az államosításig működött zavarmentesen. Hatvan éven keresztül ez a kávéház és a Steuer család meghatározó szerepet játszott a magyar kulturális, művészeti és politikai életben túl azon, hogy ételeket, italokat, kitűnő kávékat szolgáltak fel, remek és alkotó környezetet biztosítottak egy visszahozhatatlan szellemi atmoszférájú helynek.
Az államosítás mint sokakat, Steuer Lóránd tulajdonost és a 44 fős munkatársait, pincéreket, szakácsokat, pénztárosokat, italmérőket, szóval a személyzetet is váratlanul ért. Sőt a rövidesen megkapott kitelepítési utasításnak megfelelően Steuer Lóránd nem önként, de elhagyta Budapestet. A fasizmus kényszermunkatábora után kommunista munkatáborba került, amelyet már nem élt túl (1951). Az 1949-es államosítás után a kávéház az Éttermi és Büfé Vállalat tulajdona lett, majd névváltoztatást követően az Abbázia Étterem és Presszó néven működött a Pannónia Szálloda és Vendéglátóipari Vállalat kezelésében. 1975-ben gyorsétteremmé alakították, boxokkal, 1985-ben a snackbárt megszüntették, és az így felszabadult helyen egy 70 személyes különtermet hoztak létre, amely 1992-ben bezárt. Ma a helyén a K&H Bank fiókja található, falán a hírneves kávéházra utaló emléktáblával.

## Emlékezete
- A kávéház az egyik lényeges helyszín Kondor Vilmos Budapest noir című bűnügyi regényében.